# Rhomboidederes minutus
Rhomboidederes minutus là một loài bọ cánh cứng trong họ Cerambycidae.